# Amphipoea jutlandica
Amphipoea jutlandica là một loài bướm đêm trong họ Noctuidae.